# Municipio de Greenwood (condado de St. Clair)
El municipio de Greenwood (en inglés: Greenwood Township) es un municipio ubicado en el condado de St. Clair en el estado estadounidense de Míchigan. En el año 2010 tenía una población de 1538 habitantes y una densidad poblacional de 16,53 personas por km².

## Geografía
El municipio de Greenwood se encuentra ubicado en las coordenadas 43°7′18″N 82°41′24″O / 43.12167, -82.69000. Según la Oficina del Censo de los Estados Unidos, el municipio tiene una superficie total de 93.07 km², de la cual 92,71 km² corresponden a tierra firme y (0,38 %) 0,36 km² es agua.

## Demografía
Según el censo de 2010, había 1538 personas residiendo en el municipio de Greenwood. La densidad de población era de 16,53 hab./km². De los 1538 habitantes, el municipio de Greenwood estaba compuesto por el 96,36 % blancos, el 0,26 % eran afroamericanos, el 0,46 % eran amerindios, el 0,33 % eran asiáticos, el 0,39 % eran de otras razas y el 2,21 % eran de una mezcla de razas. Del total de la población el 1,89 % eran hispanos o latinos de cualquier raza.